# Oberroßbach (Haiger)
Oberroßbach ist ein Stadtteil von Haiger im mittelhessischen Lahn-Dill-Kreis.

## Geographie
Oberroßbach liegt acht Kilometer nordöstlich von Haiger am Zusammenfluss von Roßbach und Rombach. Durch den Ort verläuft die Landesstraße 3044.

## Geschichte
Die älteste bekannte schriftliche Erwähnung von Oberroßbach erfolgte im Jahr 1355.
1594 wurde die erste Schule erbaut, im Jahr 1768 kam die heutige Kirche dazu.

Roßbach stammt möglicherweise aus keltischer Zeit. In älteren Urkunden wird der Ort auch als Raspe oder Rospe bezeichnet und wird im heimischen Dialekt immer noch so genannt.

Ehemalige Bergwerke
Vom 16. bis zum 19. Jahrhundert wurden in der Grube Isabelle östlich des Ortes Blei, Kupfer und Silber gefördert. Diese Erze, sowie Kobalt, förderte die Grube Goldbach westlich des Ortes gegen Ende des 18. Jahrhunderts.
Siehe Liste von Bergwerken in Haiger
Hessische Gebietsreform (1970–1977)
Im Zuge der Gebietsreform in Hessen fusionierten die bis dahin selbständige Gemeinden Niederroßbach und Oberroßbach zum 1. Oktober 1971 freiwillig zur neuen Gemeinde Roßbachtal, die am 1. Januar 1977 kraft Landesgesetz in die Stadt Haiger eingegliedert wurde. Niederroßbach und Oberroßbach wurden dabei Stadtteile von Haiger. Im selben Jahr ging der Dillkreis, zu dem Oberroßbach seit 1866 gehörte, im neu gebildeten Lahn-Dill-Kreis auf. Ein Ortsbezirk nach der Hessischen Gemeindeordnung wurde für Oberroßbach nicht errichtet.
Verwaltungsgeschichte im Überblick
Die folgende Liste zeigt im Überblick die Herrschaftsgebiete und Staaten, in denen Oberroßbach lag, bzw. die Verwaltungseinheiten, denen es unterstand:
- vor 1739: Heiliges Römisches Reich, Grafschaft/Fürstentum Nassau-Dillenburg, Amt Dillenburg mit Gericht Ebersbach
- ab 1739: Heiliges Römisches Reich, Fürstentum Nassau-Diez, Amt Dillenburg mit Gericht Ebersbach
- 1806–1813: Großherzogtum Berg, Département Sieg, Arrondissement Dillenburg, Kanton Dillenburg
- 1813–1815: Fürstentum Nassau-Oranien, Amt Dillenburg mit Gericht Ebersbach
- ab 1816: Herzogtum Nassau[Anm. 1], Amt Dillenburg
- ab 1849: Herzogtum Nassau, Kreisamt Herborn[Anm. 2]
- ab 1854: Herzogtum Nassau, Amt Dillenburg
- ab 1867: Norddeutscher Bund[Anm. 3], Königreich Preußen, Provinz Hessen-Nassau, Regierungsbezirk Wiesbaden, Dillkreis[Anm. 4]
- ab 1871: Deutsches Reich, Königreich Preußen, Provinz Hessen-Nassau, Regierungsbezirk Wiesbaden, Dillkreis
- ab 1918: Deutsches Reich, Freistaat Preußen, Provinz Hessen-Nassau, Regierungsbezirk Wiesbaden, Dillkreis
- ab 1932: Deutsches Reich, Freistaat Preußen, Provinz Hessen-Nassau, Regierungsbezirk Wiesbaden, Landkreis Dillenburg
- ab 1933: Deutsches Reich, Freistaat Preußen, Provinz Hessen-Nassau, Regierungsbezirk Wiesbaden, Dillkreis
- ab 1944: Deutsches Reich, Freistaat Preußen, Provinz Nassau, Dillkreis
- ab 1945: Amerikanische Besatzungszone, Groß-Hessen, Regierungsbezirk Wiesbaden, Dillkreis
- ab 1946: Amerikanische Besatzungszone, Hessen, Regierungsbezirk Wiesbaden, Dillkreis
- ab 1949: Bundesrepublik Deutschland, Hessen, Regierungsbezirk Wiesbaden, Dillkreis
- ab 1968: Bundesrepublik Deutschland, Land Hessen, Regierungsbezirk Darmstadt, Dillkreis
- ab 1971: Bundesrepublik Deutschland, Land Hessen, Regierungsbezirk Darmstadt, Dillkreis, Gemeinde Roßbachtal[Anm. 5]
- ab 1977: Bundesrepublik Deutschland, Land Hessen, Regierungsbezirk Darmstadt, Lahn-Dill-Kreis, Stadt Haiger[Anm. 6]
- ab 1981: Bundesrepublik Deutschland, Land Hessen, Regierungsbezirk Gießen, Lahn-Dill-Kreis, Stadt Haiger

## Bevölkerung
Einwohnerstruktur 2011
Nach den Erhebungen des Zensus 2011 lebten am Stichtag dem 9. Mai 2011 in Oberroßbach 597 Einwohner. Darunter waren 9 (1,5 %) Ausländer.
Nach dem Lebensalter waren 129 Einwohner unter 18 Jahren, 264 zwischen 18 und 49, 105 zwischen 50 und 64 und 102 Einwohner waren älter.
Die Einwohner lebten in 234 Haushalten. Davon waren 69 Singlehaushalte, 54 Paare ohne Kinder und 99 Paare mit Kindern, sowie 9 Alleinerziehende und 3 Wohngemeinschaften. In 51 Haushalten lebten ausschließlich Senioren und in 162 Haushaltungen lebten keine Senioren.
 Einwohnerentwicklung
| Oberroßbach: Einwohnerzahlen von 1834 bis 2017 | Oberroßbach: Einwohnerzahlen von 1834 bis 2017 | Oberroßbach: Einwohnerzahlen von 1834 bis 2017 | Oberroßbach: Einwohnerzahlen von 1834 bis 2017 | Oberroßbach: Einwohnerzahlen von 1834 bis 2017 |
| --- | ---------------------------------------------- | ---------------------------------------------- | ---------------------------------------------- | ---------------------------------------------- |
| Jahr |                                                |                                                |                                                | Einwohner                                      |
| 1834 | 1834                                           |                                                | 369                                            | 369                                            |
| 1840 | 1840                                           |                                                | 382                                            | 382                                            |
| 1846 | 1846                                           |                                                | 392                                            | 392                                            |
| 1852 | 1852                                           |                                                | 383                                            | 383                                            |
| 1858 | 1858                                           |                                                | 370                                            | 370                                            |
| 1864 | 1864                                           |                                                | 349                                            | 349                                            |
| 1871 | 1871                                           |                                                | 282                                            | 282                                            |
| 1875 | 1875                                           |                                                | 323                                            | 323                                            |
| 1885 | 1885                                           |                                                | 348                                            | 348                                            |
| 1895 | 1895                                           |                                                | 359                                            | 359                                            |
| 1905 | 1905                                           |                                                | 319                                            | 319                                            |
| 1910 | 1910                                           |                                                | 310                                            | 310                                            |
| 1925 | 1925                                           |                                                | 366                                            | 366                                            |
| 1939 | 1939                                           |                                                | 352                                            | 352                                            |
| 1946 | 1946                                           |                                                | 500                                            | 500                                            |
| 1950 | 1950                                           |                                                | 504                                            | 504                                            |
| 1956 | 1956                                           |                                                | 458                                            | 458                                            |
| 1961 | 1961                                           |                                                | 461                                            | 461                                            |
| 1967 | 1967                                           |                                                | 506                                            | 506                                            |
| 1970 | 1970                                           |                                                | 513                                            | 513                                            |
| 1980 | 1980                                           |                                                | ?                                              | ?                                              |
| 1990 | 1990                                           |                                                | ?                                              | ?                                              |
| 2000 | 2000                                           |                                                | ?                                              | ?                                              |
| 2005 | 2005                                           |                                                | 608                                            | 608                                            |
| 2011 | 2011                                           |                                                | 597                                            | 597                                            |
| 2017 | 2017                                           |                                                | 557                                            | 557                                            |
| Datenquelle: Historisches Gemeindeverzeichnis für Hessen: Die Bevölkerung der Gemeinden 1834 bis 1967. Wiesbaden: Hessisches Statistisches Landesamt, 1968. Weitere Quellen: LAGIS; nach 1970: Stadt Haiger; Zensus 2011 |                                                |                                                |                                                |                                                |

Historische Religionszugehörigkeit
| • 1885: | 343 evangelische (= 98,56 %), keine katholischen und 5 andere (= 1,44 %) Christen              |
| • 1961: | 389 evangelische (= 84,38 %) und 60 katholische (= 13,02 %) Einwohner                          |
| • 2005: | 414 evangelische (= 68,09 %), 75 katholische (= 9,87 %) und 138 sonstige (= 23,70 %) Einwohner |
| • 2017: | 352 evangelische (= 63,20 %), 51 katholische (= 9,16 %) und 95 sonstige (= 27,65 %) Einwohner  |

## Kultur und Sehenswürdigkeiten

### Regelmäßige Veranstaltungen
- Der Fußballverein veranstaltet seit 1981 das „Backesfest“, wo dann auch Brot aus dem "Backes" verkauft wird.[13]
- Der Maimann und die Pfingstbraut gehen an Pfingsten durch das Dorf.
- In Oberroßbach wird jährlich Hauberg gemacht. Wie auch in den anderen Dörfern des Roßbachtals gibt es eine Haubergsgenossenschaft. In Oberroßbach befindet sich ein Gartenmöbelhersteller, der das Holz des Haubergs verarbeitet.

### Kulturdenkmäler
Siehe Liste der Kulturdenkmäler in Haiger-Oberroßbach

### Naturdenkmäler
Siehe Liste der Naturdenkmäler in Haiger-Oberroßbach

## Bildung
Zwischen Nieder- und Oberroßbach befindet sich die "Grundschule Roßbachtal". Kinder aus Ober- und Niederroßbach, aus Rodenbach und Weidelbach gehen hier zur Schule. Die Schule ist zweizügig.